# 田尻昌次
田尻 昌次（たじり しょうじ、1883年（明治16年）10月28日 - 1969年（昭和44年）6月21日）は、大日本帝国陸軍軍人。最終階級は陸軍中将。功三級。陸軍の船舶輸送制度を整備し「船舶の神」と呼ばれた。

## 経歴
1883年（明治16年）に兵庫県但馬、現豊岡市日高町浅倉で生まれた。1893年（明治26年）に父親の知人に引き取られ、神奈川県尋常中学校に編入学する。1901年（明治34年）に第三高等学校への進学が決まったが、郷里の祖父が病に倒れたため帰郷。府中尋常高等小学校の代用教員を経て、1904年（明治37年）に陸軍士官学校に入学。1905年（明治38年）に第18期卒業、歩兵第20連隊留守部隊に配属された。歩兵少尉任官後は満州への赴任も経験した。1913年（大正2年）に連隊長の推薦により、東京陸軍幼年学校第3中隊第2区隊長に転じ、1915年（大正4年）に陸軍大学校（第30期）に入学、1918年（大正7年）に卒業。卒業後は歩兵第20連隊中隊長を経て、1919年（大正8年）に陸軍運輸部に配属され、宇品に赴任した。
1930年（昭和5年）、陸軍歩兵大佐に進級と同時に陸軍大学校教官となる。1931年（昭和6年）に陸軍運輸部員に転じ、1932年（昭和7年）2月14日から4月23日まで臨時運輸部上海派出所長を務める。1934年（昭和9年）に陸軍運輸部附となり、1935年（昭和10年）に陸軍少将に進級した。
1937年（昭和12年）7月29日に第1船舶輸送司令部附を経て、9月15日に中支那碇泊場監に就任した。1938年（昭和13年）に陸軍中将進級と同時に第1船舶輸送司令官兼陸軍運輸部長に転じる。日中戦争では船舶輸送の指揮を執り活躍したが、1940年（昭和15年）3月7日に待命、3月30日に予備役に編入された。この唐突な人事の背景には、船舶司令部での不審火騒ぎの責任を負わされたとする説や、日中戦争での民間船舶の徴用が日本の物流に与える影響を旨を軍中央に意見具申したが、軍中央が意見を握り潰すために不審火騒ぎを利用したとする説がある。
1947年（昭和22年）11月28日、公職追放仮指定を受けた。

## 栄典
勲章等
- 1940年（昭和15年）8月15日 - 紀元二千六百年祝典記念章[16]